# دلفين أطلسي أبيض الجنب
دلفين أطلسي أبيض الجنب (الاسم العلمي: Lagenorhynchus acutus) (بالإنجليزية: Atlantic white-sided dolphin)‏ هو نوع من الحيتانيات يتبع جنس دلفين قاروري الخطم من فصيلة الدلافين المحيطية.